# James Weir
James Weir, född 4 augusti 1995 i Preston i England, är en engelsk fotbollsspelare (mittfältare) som spelar för MTK Budapest.

## Klubbkarriär
Weir är en offensiv mittfältare som 2008 kom till Manchester Uniteds akademi. Innan flytten till "The Red Devils" spelade Weir för hemstadens Preston North End. I bortamötet med Newcastle United den 12 januari fanns Weir för första gången med på bänken i en Premier League-match. Hans seniordebut kom i ligamötet med Arsenal den 28 februari 2016. Weir gjorde då ett inhopp, då han i den 93:e matchminuten bytte av Ander Herrera.

### Bolton Wanderers
Den 3 augusti 2019 värvades Weir av Bolton Wanderers, där han skrev på ett ettårskontrakt.

### MTK Budapest
Den 25 maj 2021 värvades Weir av ungerska MTK Budapest.

## Landslagskarriär
Weir har representerat England på U18- och U19-nivå. Den första landskampen han spelade var en träningsmatch mot Italiens U18-landslag. Weir hoppade då in när dryga halvtimmen återstod och mäktade med en assist.